# Radu Sîrbu
Radu Alexei Sîrbu (Peresecina, 14 de diciembre de 1978), también conocido como Radu Sârbu, RadU y Picasso, es un cantante moldavo. Fue miembro del grupo O-Zone y en la actualidad vive y trabaja en Bucarest (Rumanía).

## Biografía
Radu Sîrbu era el miembro mayor de la exbanda O-Zone. Radu pasó la mayor parte de su niñez en Peresecina, su ciudad natal, sin embargo, se trasladó a Orhei y Bălţi durante un tiempo. Volvió a Peresecina después de finalizar el 9º curso, con el fin de terminar sus estudios de secundaria. Durante el 10º y 11º curso, trabajaba como DJ en la discoteca de su padre, y organizó una muestra de teatro musical a través de su estudio, "Artshow", que creó para niños y adolescentes. En 1996, después de graduarse, comenzó sus estudios en el Conservatorio de Música de Chisináu, así como la enseñanza de clases de vocales para los niños. 
En 1999, un joven llamado Dan Bălan organizó convocatorias para la creación de una banda llamada O-Zone. Al principio, O-Zone estaba formado solo por Dan y su amigo Petru Jelihovschi, pero incluso después de que Petru dejase la banda, Dan todavía deseaba continuar con su carrera musical, continuó con otros dos miembros, Arsenie Todiraş (ahora con el nombre artístico de "Arsenium"), y Radu siendo el tercer y último miembro. Como grupo, O-Zone se hizo muy popular en Moldavia, su país de origen, y fueron capaces de ramificarse con su país vecino, Rumanía. Lo que vino después se definió como el mejor momento de sus carreras: con la publicación de sus dos primeros álbumes en grupo, el número 1 en 2002 y DiscO-Zone en el año 2004, que tuvieron mucho éxito en toda Europa. 
O-Zone consistía en la danza, en la música pop, ritmos, y letras pegadizas, capaz de superar cualquier barrera lingüística. Radu, como él mismo dice, sus canciones dan una "emoción positiva", que realmente no importa si no se puede hablar o entender rumano, ya que se acaba por "sentir el amor" en la música. Más tarde O-Zone se hizo muy famoso en Francia, Italia, Alemania, Rumanía, México y el Reino Unido. Sus éxitos más populares incluyen "Despre tine" y "Dragostea din tei". Más tarde, Gary Brolsma, de Nueva Jersey (Estados Unidos), hizo un vídeo de danza sobre la canción "Dragostea din tei" y lo puso en Internet. El vídeo que puso Gary en Internet hizo que el grupo fuese más conocido en Estados Unidos. 
En enero de 2005, Dan, Arsenie y Radu anunciaron que O-Zone se disolvería, ya que en su lugar decidieron centrarse en seguir sus respectivas carreras musicales en solitario. Dan creó en Estados Unidos de América una banda de música rock con el nombre "Balan", y Arsenie comenzó su carrera musical en Alemania con el nombre artístico de "Arsenium", Radu también está trabajando en su proyecto en solitario. En 2005, trabajó junto con DJ Mahay y lanzó una canción llamada "Dulce". Ahora es conocido con el nombre artístico "RadU", actualmente vive en Rumanía con su esposa y su hija Dalia Anastasia. Hizo un vídeo sobre su canción llamada "Whap-pa", y lanzó su álbum "Alone", y, más recientemente, el lanzamiento de su single "Doi străini" ("Dos extraños"), e hizo un vídeo para la misma canción.
En 2007 Radu y Arsenium realizaron el sencillo "July".

## Discografía

### Álbumes
1. "Whappa"
2. "Perfect Body"
3. "Tu nu"
4. "Ya Proshu"
5. "Zâmbeşti cu mine" (con Anastasia-Dalia)
6. "Fly"
7. "Sună Seara"
8. "Leave me Alone"
9. "Whappa" (versión inglesa)
10. "Whappa" (RMX Radu)

### Singles
- "Dulce" (con DJ Mahay) (2005)
- "Whap-Pa" (2006)
- "Doi Străini" (2006)
- "July" (con Arsenium) (2007)
- "Iubirea ca un drog" (2007)
- "Daun Daha" (2007)

·Si "Mr & Mrs" with Anna his wife